# Đại học Tiểu bang California
Hệ thống Đại học Tiểu bang California (tiếng Anh: California State University, viết tắt là Cal State hay CSU) là một hệ thống đại học công lập tại tiểu bang California, và cũng là hệ thống đại học công lập lớn nhất Hoa Kỳ. Hệ thống này bao gồm 23 cơ sở đại học thành viên, với tổng cộng 457.992 sinh viên theo học vào kỳ học mùa thu năm 2022. Hệ thống có trụ sở chính đặt tại thành phố Long Beach, California. Đây là một trong ba hệ thống giáo dục đại học công lập tại California, bên cạnh Hệ thống Đại học California (University of California) và Hệ thống Cao đẳng Cộng đồng California (California Community Colleges).
Đại học Tiểu bang California thành lập theo Kế hoạch giáo dục đại học tổng thể California năm 1960, bắt nguồn từ trường Sư phạm Tiểu bang California (California State Normal Schools) thành lập năm 1857. Hệ thống này là tổ chức cấp bằng bằng thạc sĩ đứng đầu toàn quốc, với hơn 110.000 sinh viên tốt nghiệp mỗi năm. Ngoài ra, CSU cũng đóng góp cho nền kinh tế tiểu bang hơn 209.000 việc làm.

## Lịch sử

### Trường Sư phạm tiểu bang California
Đại học Tiểu bang California có tiền thân trực tiếp là trường Sư phạm Minns Evening (Minns Evening Normal School), thành lập năm 1857 tại San Francisco. Đây là trường đào tạo giáo viên đầu tiên tại tiểu bang California. Năm 1862, ngôi trường chuyển đến thành phố San Jose và đổi tên thành trường Sư phạm Tiểu bang California (California State Normal School). Đến năm 1882, trường mở thêm cơ sở mới tại thành phố Los Angeles. Dần về sau hình thành nhiều trường sư phạm mới được thành lập tại Chico (1887) và San Diego (1897). Mỗi trường sư phạm sở hữu một hội đồng quản lý riêng và độc lập với các trường khác.
Năm 1921, quốc hội tiểu bang California thông qua quyết định đổi mới hệ thống giáo dục của tiểu bang. Các trường sư phạm tiểu bang được đổi tên thành Cao đẳng Sư phạm Tiểu bang (State Teachers Colleges), giải tán các hội đồng quản lý độc lập. Thay vào đó chúng được đặt dưới sự giám sát của Ủy ban các trường sư phạm và trường đặc biệt (Division of Normal and Special Schools) thuộc Bộ Giáo dục California nằm tại thủ phủ Sacramento. Điều này có nghĩa là các trường sư phạm phải được quản lý trực tiếp từ chính quyền tiểu bang tại Sacramento, đứng đầu là Bộ trưởng Bộ Giáo dục California (Superintendent of Public Instruction) và Hội đồng Giáo dục Tiểu bang (State Board of Education).

### Trường cao đẳng tiểu bang California
Năm 1935, các trường cao đẳng sư phạm tiểu bang chính thức được quốc hội tiểu bang California nâng cấp thành các trường cao đẳng tiểu bang (State colleges) và được ủy quyền để tổ chức các chương trình đào tạo kéo dài 4 năm, với đầu ra là văn bằng cử nhân. Tuy nhiên các trường cao đẳng tiểu bang phải được duy trì trực thuộc Bộ Giáo dục California. Từ năm 1947 đến 1949, thêm nhiều trường cao đẳng tiểu bang khác được thành lập tại thành phố Los Angeles, Sacramento và thành phố Long Beach. Bảy trường cao đẳng tiểu bang khác được thành lập trong khoảng từ năm 1957 đến 1960.
Tháng 4 năm 1960, Kế hoạch giáo dục đại học tổng thể California (California Master Plan for Higher Education) cùng với Đạo luật Giáo dục đại học Donahoe được thông qua. Đạo luật này thống nhất toàn bộ các trường cao đẳng tiểu bang thành Hệ thống Cao đẳng Tiểu bang California (State College System of California), tách biệt khỏi sự quản lý của Bộ Giáo dục California và thành lập một hội đồng quản lý toàn hệ thống với một chủ tịch đứng đầu. Đến tháng 3 năm 1961, quốc hội tiểu bang đã đổi tên hệ thống này thành "Cao đẳng Tiểu bang California" (California State Colleges, viết tắt CSC).

### Đại học Tiểu bang California
Năm 1966, dân biểu James R. Mills đề xuất việc đổi tên hệ thống "Cao đẳng Tiểu bang California" thành "Đại học Tiểu bang California". Tuy nhiên, đề xuất này bị bác bỏ bởi sự phản đổi từ hệ thống Đại học California. Quyết định cuối cùng được đưa ra là hệ thống này sẽ đổi tên thành "Đại học và Cao đẳng Tiểu bang California" (California State University and Colleges).
Ngày 23 tháng 5 năm 1972, hội đồng quản trị bỏ phiếu quyết định đổi tên 14 trong số 19 trường thành viên thành "Đại học Tiểu bang California," theo sau là dấu phẩy và tên gọi các địa danh.
Năm 1982, hội đồng quản trị đã âm thầm thông qua dự luật cho phép loại bỏ chữ "cao đẳng" ra khỏi tên gọi chính thức. Kể từ đó, hệ thống này mang tên gọi là "Đại học Tiểu bang California" (California State University) cho đến ngày nay.

## Quản lý
Hệ thống Đại học Tiểu bang California được điều hành bởi hội đồng quản trị gồm 25 thành viên. Các thành viên này sẽ bầu chọn vị trí chủ tịch (chancellor), đóng vai trò giám đốc điều hành của Hệ thống Đại học Tiểu bang California. Ngoài ra, hội đồng cũng chọn ra hiệu trưởng đứng đầu mỗi trường đại học thành viên.

### Hội đồng quản trị
Hội đồng quản trị Đại học Tiểu bang California (California State University Board of Trustees) bao gồm 25 thành viên, trong đó có:
- Thống đốc tiểu bang California (trên danh nghĩa là chủ tịch của hội đồng)
- 16 thành viên được chọn bởi Thống đốc Califonia và thông qua bởi Thượng viện bang California
- Hai sinh viên đang theo học được chọn bởi Thống đốc thông qua đề cử của Tổ chức sinh viên Đại học Tiểu bang California
- Một giảng viên được chọn thông qua đề cử của Hội đồng học thuật
- Một đại diện từ các tổ chức cựu sinh viên được bầu chọn với nhiệm kỳ 2 năm
- Bốn thành viên trên danh nghĩa khác bao gồm:
  - Phó thống đốc California
  - Chủ tịch Hạ viện California (Speaker of the Assembly)
  - Bộ trưởng Bộ Giáo dục California (State superintendent of public instruction)
  - Chủ tịch hệ thống Đại học Tiểu bang California

Hội đồng này sẽ họp mặt 6 lần mỗi năm tại Văn phòng Chủ tịch Đại học Tiểu bang California, thành phố Long Beach.

### Chủ tịch
Chủ tịch của hệ thống Đại học Tiểu bang California (Chancellor of the California State University) đóng vai trò làm giám đốc điều hành của hệ thống. Tất cả các hiệu trưởng của các viện đại học thành viên phải báo cáo thông qua vị trí này.

#### Các đời chủ tịch trong lịch sử
- Buell Gallagher (1961–1962)
- Glenn S. Dumke (1962–1982)
- W. Ann Reynolds (1982–1990)
- Ellis E. McCune (tạm thời) (1990–1991)
- Barry Munitz (1991–1998)
- Charles B. Reed (1998–2012)
- Timothy P. White (2012–2020)[21]
- Joseph I. Castro (2021–2022)[22]
- Steve Relyea (tạm thời) (2022)
- Jolene Koester (tạm thời) (2022–2023)
- Mildred García (2023–hiện nay)[23]

### Tổ chức sinh viên
Toàn bộ 23 trường đại học thành viên sở hữu các tổ chức sinh viên riêng biệt. Các tổ chức này đều là thành viên của Hiệp hội Sinh viên Tiểu bang California (California State Student Association).

## Cơ sở thành viên
Hệ thống Đại học Tiểu bang California bao gồm 23 cơ sở thành viên, trong đó 11 cơ sở nằm tại Bắc California và 12 nằm tại Nam California.
| Thành phố                 | Tên gọi | Thành lập | Sinh viên theo học (2023) | Tên đội thể thao | Xếp hạng                           | Xếp hạng                  | Xếp hạng      |
| Thành phố                 | Tên gọi | Thành lập | Sinh viên theo học (2023) | Tên đội thể thao | U.S. News (Khu vực phía Tây, 2024) | Washington Monthly (2023) | Forbes (2023) |
| ------------------------- | --- | --------- | ------------------------- | ---------------- | ---------------------------------- | ------------------------- | ------------- |
| San José                  | Đại học Tiểu bang San Jose (San Jose State University)                                                             | 1857      | 32,229                    | Spartans         | 4                                  | 49                        | 87            |
| Chico                     | Đại học Tiểu bang California, Chico (California State University, Chico)                                           | 1887      | 13,999                    | Wildcats         | 16                                 | 6                         | 158           |
| San Diego                 | Đại học Tiểu bang San Diego (San Diego State University)                                                           | 1897      | 37,538                    | Aztecs           | 105 (toàn quốc)                    | 94 (toàn quốc)            | 32            |
| San Francisco             | Đại học Tiểu bang San Francisco (San Francisco State University)                                                   | 1899      | 23,700                    | Gators           | 178 (toàn quốc)                    | 66 (toàn quốc)            | 188           |
| San Luis Obispo           | Đại học Bách khoa Tiểu bang California, San Luis Obisgo (California Polytechnic State University, San Luis Obispo) | 1901      | 22,279                    | Mustangs         | 1                                  | 37                        | 83            |
| Fresno                    | Đại học Tiểu bang California, Fresno (California State University, Fresno)                                         | 1911      | 23,832                    | Bulldogs         | 185 (toàn quốc)                    | 26 (toàn quốc)            | 166           |
| Arcata Humboldt           | Đại học Bách khoa Tiểu bang California, Humboldt (California State Polytechnic University, Humboldt)               | 1913      | 5,976                     | Lumberjacks      | 32                                 | 15                        | [ d ]         |
| Vallejo                   | Học viện Hàng hải Đại học Tiểu bang California (California State University Maritime Academy)                      | 1929      | 761                       | Keelhaulers      | 2                                  | 3                         | 236           |
| Pomona                    | Đại học Bách khoa Tiểu bang California, Ponoma (California State Polytechnic University, Pomona)                   | 1938      | 26,415                    | Broncos          | 14                                 | 14                        | 116           |
| Los Angeles               | Đại học Tiểu bang California, Los Angeles (California State University, Los Angeles)                               | 1947      | 24,673                    | Golden Eagles    | 21                                 | 2                         | 155           |
| Sacramento                | Đại học Tiểu bang California, Sacramento (California State University, Sacramento)                                 | 1947      | 30,193                    | Hornets          | 18                                 | 5                         | 151           |
| Long Beach                | Đại học Tiểu bang California, Long Beach (California State University, Long Beach)                                 | 1949      | 39,530                    | The Beach        | 105 (toàn quốc)                    | 49 (toàn quốc)            | 103           |
| Fullerton                 | Đại học Tiểu bang California, Fullerton (California State University, Fullerton)                                   | 1957      | 41,326                    | Titans           | 133 (toàn quốc)                    | 65 (toàn quốc)            | 90            |
| Stanislaus                | Đại học Tiểu bang California, Stanislaus (California State University, Stanislaus)                                 | 1957      | 9,440                     | Warriors         | 10                                 | 9                         | 213           |
| East Bay Hayward          | Đại học Tiểu bang California, East Bay (California State University, East Bay)                                     | 1957      | 11,771                    | Pioneers         | 280 (toàn quốc)                    | 154 (toàn quốc)           | 186           |
| Northridge Los Angeles    | Đại học Tiểu bang California, Northridge (California State University, Northridge)                                 | 1958      | 36,368                    | Matadors         | 25                                 | 3                         | 164           |
| Dominguez Hills Carson    | Đại học Tiểu bang California, Dominguez Hills (California State University, Dominguez Hills)                       | 1960      | 14,299                    | Toros            | 38                                 | 10                        | 291           |
| Sonoma                    | Đại học Tiểu bang Sonoma (Sonoma State University)                                                                 | 1960      | 5,865                     | Seawolves        | 27                                 | 101                       | 174           |
| San Bernardino            | Đại học Tiểu bang California, San Bernardino (California State University, San Bernardino)                         | 1965      | 18,510                    | Coyotes          | 170 (toàn quốc)                    | 29 (toàn quốc)            | 229           |
| Bakersfield               | Đại học Tiểu bang California, Bakersfield (California State University, Bakersfield)                               | 1965      | 9,399                     | Roadrunners      | 60                                 | 11                        | 315           |
| San Marcos                | Đại học Tiểu bang California, San Marcos (California State University, San Marcos)                                 | 1989      | 13,932                    | Cougars          | 28                                 | 41                        | 234           |
| Vịnh Monterey             | Đại học Tiểu bang California, Vịnh Monterey (California State University, Monterey Bay)                            | 1994      | 6,271                     | Otters           | 14                                 | 35                        | 131           |
| Channel Islands Camarillo | Đại học Tiểu bang California, Channel Islands (California State University, Channel Islands)                       | 2002      | 5,127                     | Dolphins         | 28                                 | 74                        | 233           |

1. ↑  Hầu hết các viện đại học bên dưới được U.S. News and Report xếp hạng trong danh mục Regional universities: west (các viện đại học tại các bang phía Tây). Một số viện đại học còn lại được liệt kê dưới danh mục khác.
2. ↑  Hầu hết các viện đại học bên dưới được tờ Washington Monthly xếp trong danh mục Master's Universities (các viện đại học thạc sĩ). Một số ít được xếp trong danh mục National Universities (các viện đại học quốc gia).
3. 1 2 3 4 5 6 7 8 9 10 11 12 13 14  Đại học này được liệt kê trong danh mục xếp hạng các viện đại học quốc gia (National Universities).
4. ↑  Đại học Bách khoa Tiểu bang California, Humboldt không được liệt kê trong danh sách của Forbes.
5. ↑  Học viện này được U.S. News and Report xếp loại trong danh mục: Regional colleges: west (cao đẳng khu vực phía Tây).
6. ↑  Học viện được Washington Monthly xếp hạng trong danh mục Bachelor's College.

### Cơ sở chi nhánh khác
Một số các viện đại học thành viên sở hữu các chi nhánh nhỏ hơn để đáp ứng nhu cầu giáo dục bậc đại học. Dưới đây là danh sách các viện đại học thành viên và chi nhánh của chúng:
- Đại học Tiểu bang California, Bakersfield
  - Chi nhánh Antelope Valley (tại Lancaster, California)
- Đại học Tiểu bang California, Chico
  - Chi nhánh Redding (hợp tác cùng Cao đẳng Shasta)
- Đại học Tiểu bang California, Fullerton
  - Chi nhánh Garden Grove
  - Chi nhánh Irvine
- Đại học Tiểu bang California, East Bay
  - Chi nhánh Concord
  - Chi nhánh Oakland
- Đại học Tiểu bang California, Fresno
  - Chi nhánh Visalia
- Đại học Tiểu bang California, Los Angeles
  - Chi nhánh Downtown Los Angeles
- Đại học Tiểu bang California, Vịnh Monterey
  - Chi nhánh Salinas
- Đại học Tiểu bang California, San Bernadino
  - Chi nhánh Palm Desert
- Đại học Tiểu bang California, San Marcos
  - Chi nhánh Temecula
- Đại học Tiểu bang San Diego
  - Chi nhánh Imperial Valley (tại Calexico, California)
  - Chi nhánh Georgia (tại Tbilisi)
- Đại học Tiểu bang San Francisco
  - Cơ sở Sierra Nevada (tại Calpine, California)
  - Cơ sở Romberg Tiburon (tại Tiburon, California)
- Đại học Tiểu bang California, Stanislaus
  - Chi nhánh Stockton[31]
- Học viện Hàng hải Đại học Tiểu bang California
  - T.S. Golden Bear[32]